# Sphinx d'Hatchepsout
Le Sphinx d'Hatchepsout est une sculpture de granite, représentant un sphinx avec la tête de la reine Hatchepsout, pharaon de l'Égypte antique : elle était la cinquième souveraine de la XVIIIe dynastie (Nouvel Empire).

## Description
Ce sphinx colossal représente le pharaon féminin Hatchepsout, avec un corps de lion et une tête de femme, portant sur la tête le Némès des pharaons. 
Le sculpteur a renforcé les muscles du lion, en contraste avec le visage beau, lisse, doux et idéalisé du pharaon. 
C'était l'un des six sphinx de granit rouge qui se trouvaient dans le temple funéraire d'Hatchepsout à Deir el-Bahari - un ensemble de grands temples funéraires et de tombes, qui est sur la rive ouest du Nil, en face de l'ancienne ville de Thèbes, actuelle Louxor (Haute-Égypte). 
Dans une falaise de la montagne, le Grand Majordome de la reine Sénènmout a conçu ce temple et en a supervisés les travaux. Le point focal est le Djéser-Djéserou, le Sublime des Sublimes, une colonnade au sommet d'une série de terrasses qui étaient autrefois des jardins. 
Hatchepsout a gouverné sur l'Égypte antique, d'abord comme régent, puis comme co-pharaon, avec son petit-fils et beau-fils Thoutmôsis III. La plupart de ses statues la représentent comme un jeune homme, tandis que d'autres la représentent comme une femme.
L'exemple le plus célèbre de sphinx égyptien est le grand sphinx de Gizeh, qui représente le pharaon Khéphren, de la IVe dynastie de l'Ancien Empire, qui a régné presque mille ans avant Hatchepsout.
La sculpture a été retrouvée au cours des fouilles effectuées par Herbert Eustis Winlock, pour le Metropolitan Museum of Art et a été acquise par le Musée dans la division des découvertes, en 1931.
Les six sphinx avaient été placés sur la terrasse inférieure, le long de la voie processionnelle du temple funéraire d'Hatchepsout. Le sphinx du MET porte cette inscription : « Le roi de la Haute et de la Basse-Égypte, Maât-ka-Rê, aimé d'Amon, qui réside au Djéser-Djéserou et qui donne la vie pour toujours ».
Deux autres sphinx colossaux d'Hatchepsout, mais de matériaux différents et de facture moins élevée, sont au Musée égyptien du Caire.

## Images

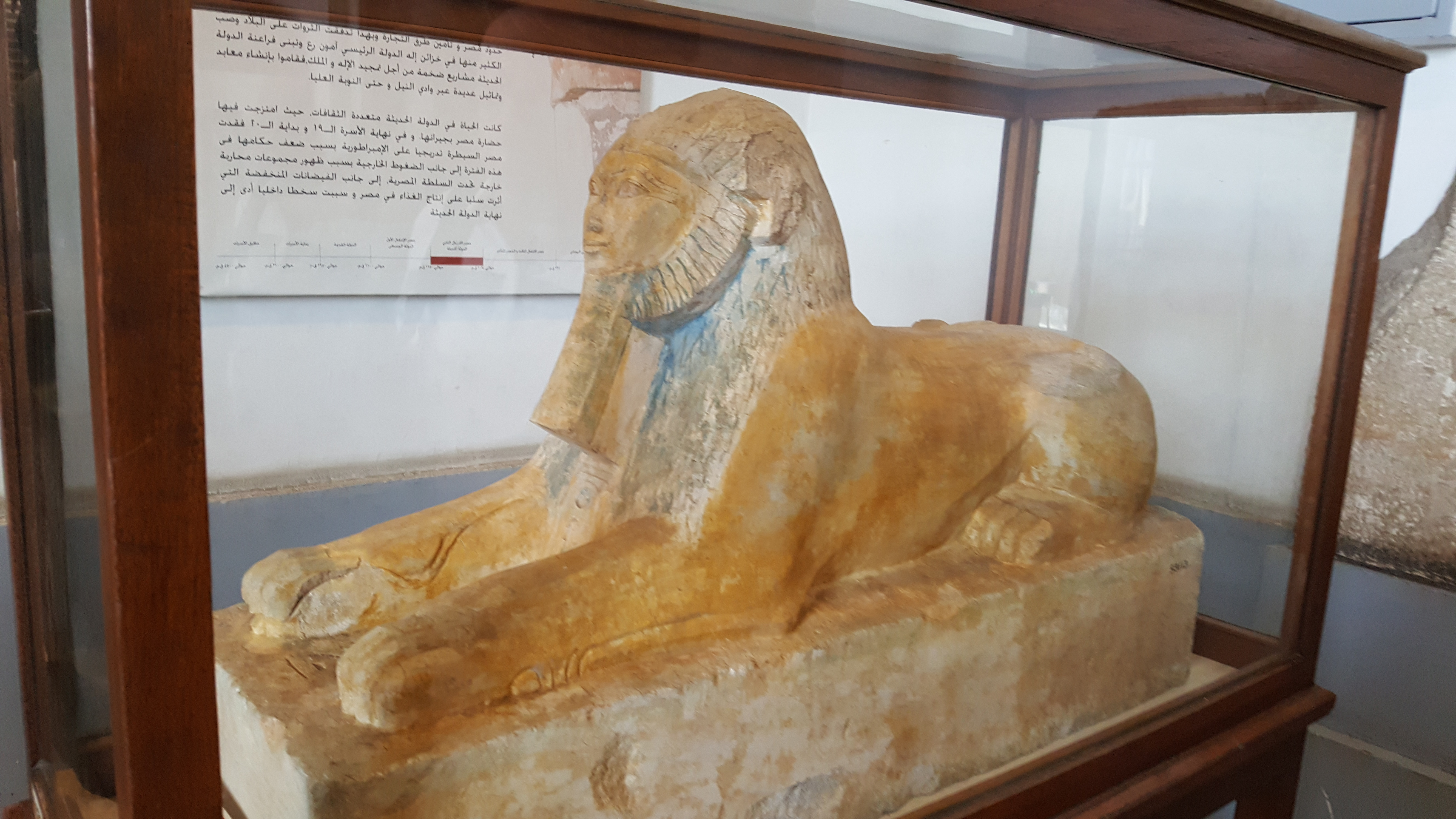
Hatchepsout, Musée égyptien du Caire (JE 53113)
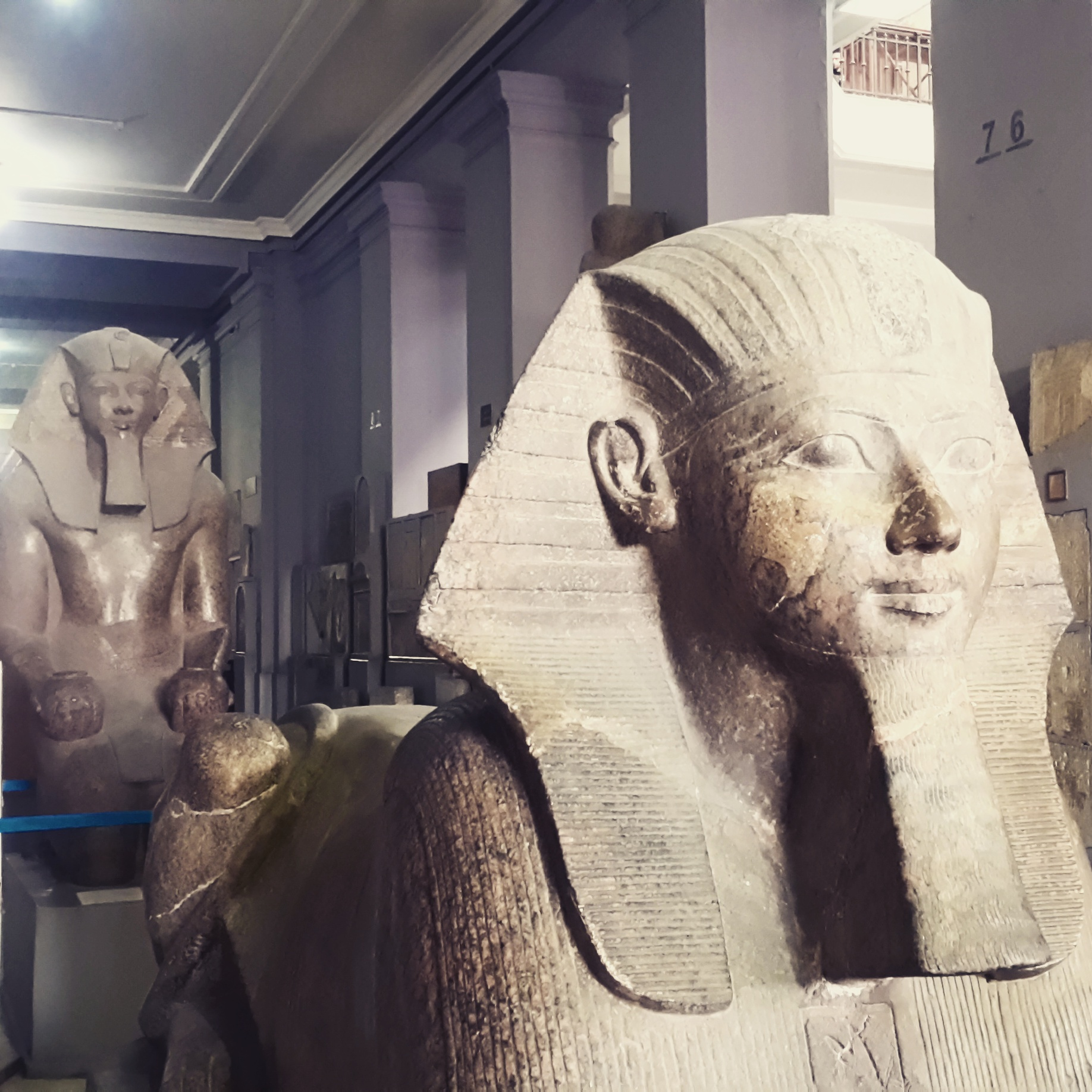
Hatchepsout, Musée égyptien du Caire (JE 53114)
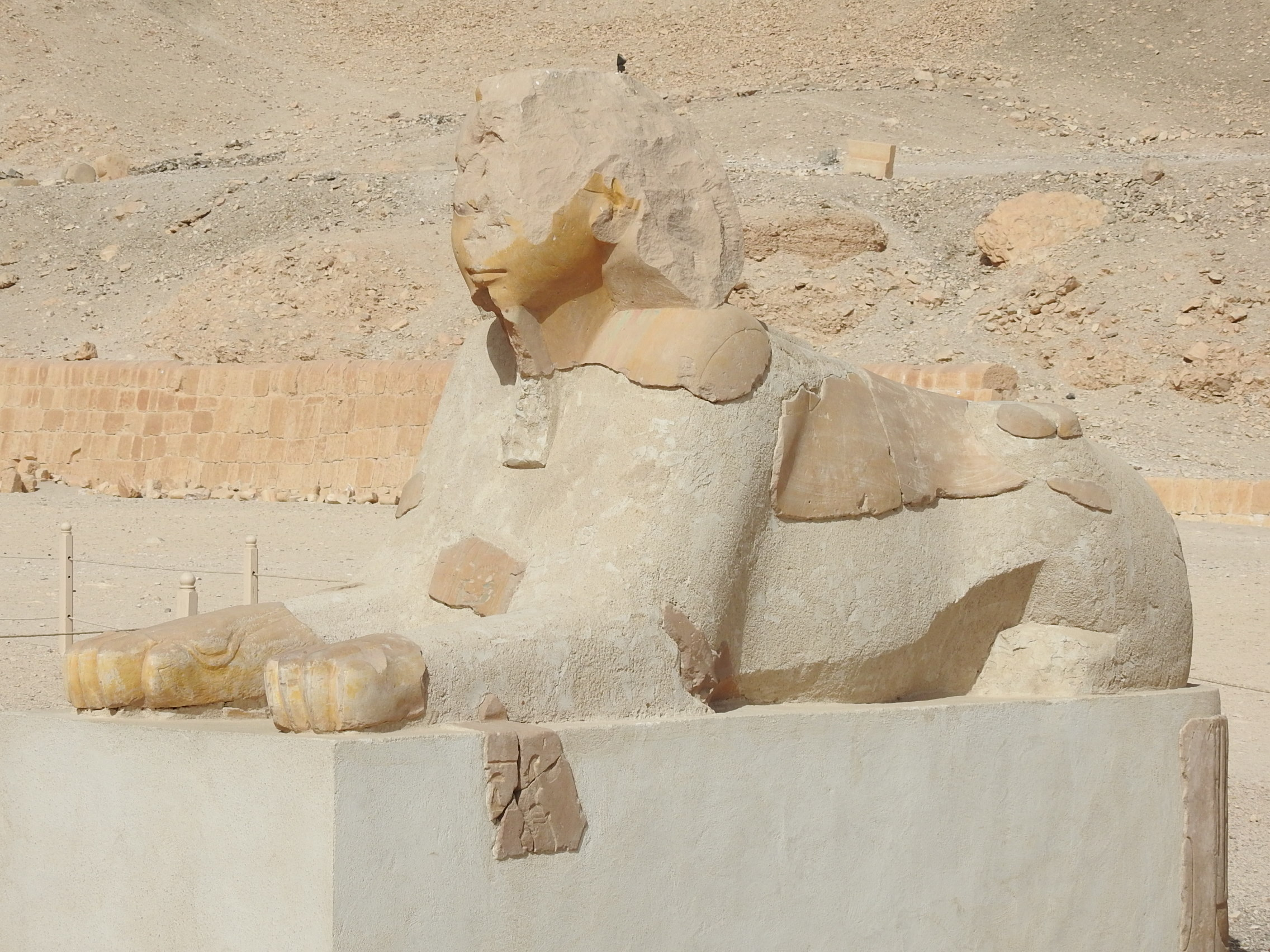
Hatchepsout, Temple à Deir el-Bahari
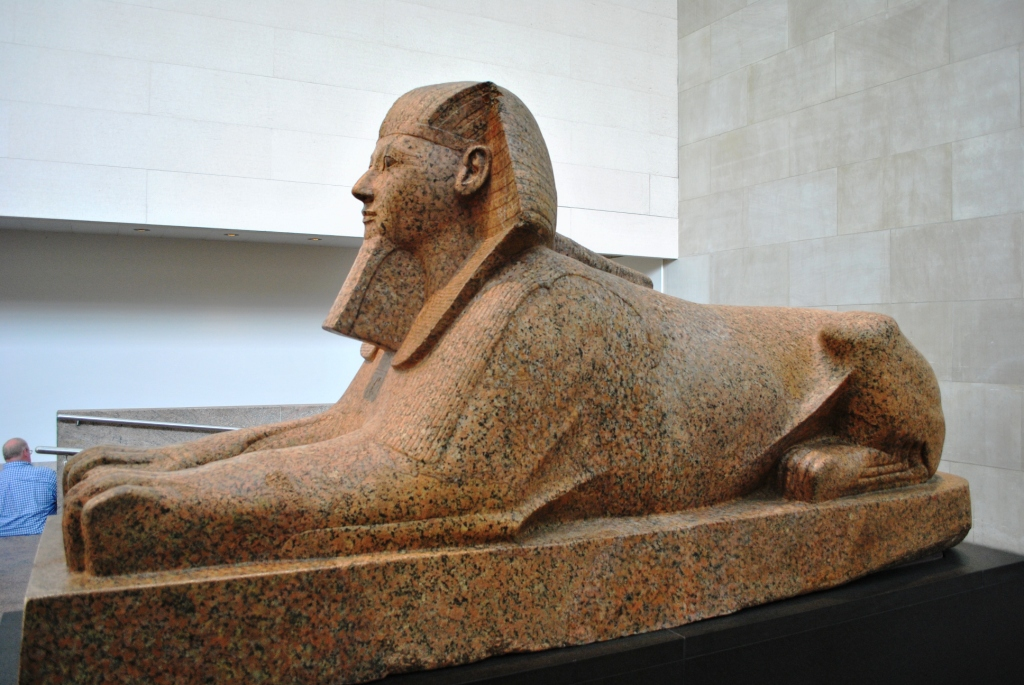
Hatchepsout, Metropolitan Museum of Art